# Американская длиннорылая акула
Американская длиннорылая акула (лат. Rhizoprionodon terraenovae) — один из видов рода длиннорылых акул (Rhizoprionodon), семейство серых акул (Carcharhinidae). Эти акулы обитают в тропических водах западной части Атлантического океана. Встречаются на глубине до 280 м. Максимальная зарегистрированная длина 110 см. Размножаются живорождением. Питаются мелкими костистыми рыбами, головоногими и ракообразными. Представляют незначительный интерес для коммерческого промысла.

## Таксономия
Впервые вид был научно описан в 1836 году как Squalus terraenovae. Видовой эпитет происходит от слов terra — «земля» и novus — «новый».

## Ареал
Американские длиннорылые акулы широко распространены в северо-западной части Атлантического океана и Мексиканского залива. Эти акулы держатся на мелководье с песчаным дном и в эстуариях рек на глубинах от зоны прибоя до 280 м. В весенние и летние месяцы они предпочитают мелкие прибрежные (менее 12 м) воды, а зимой уходят на глубину более 90 м. Круглый год и можно встретить от побережья Каролины на юге до Флориды и в Мексиканском заливе.

## Описание

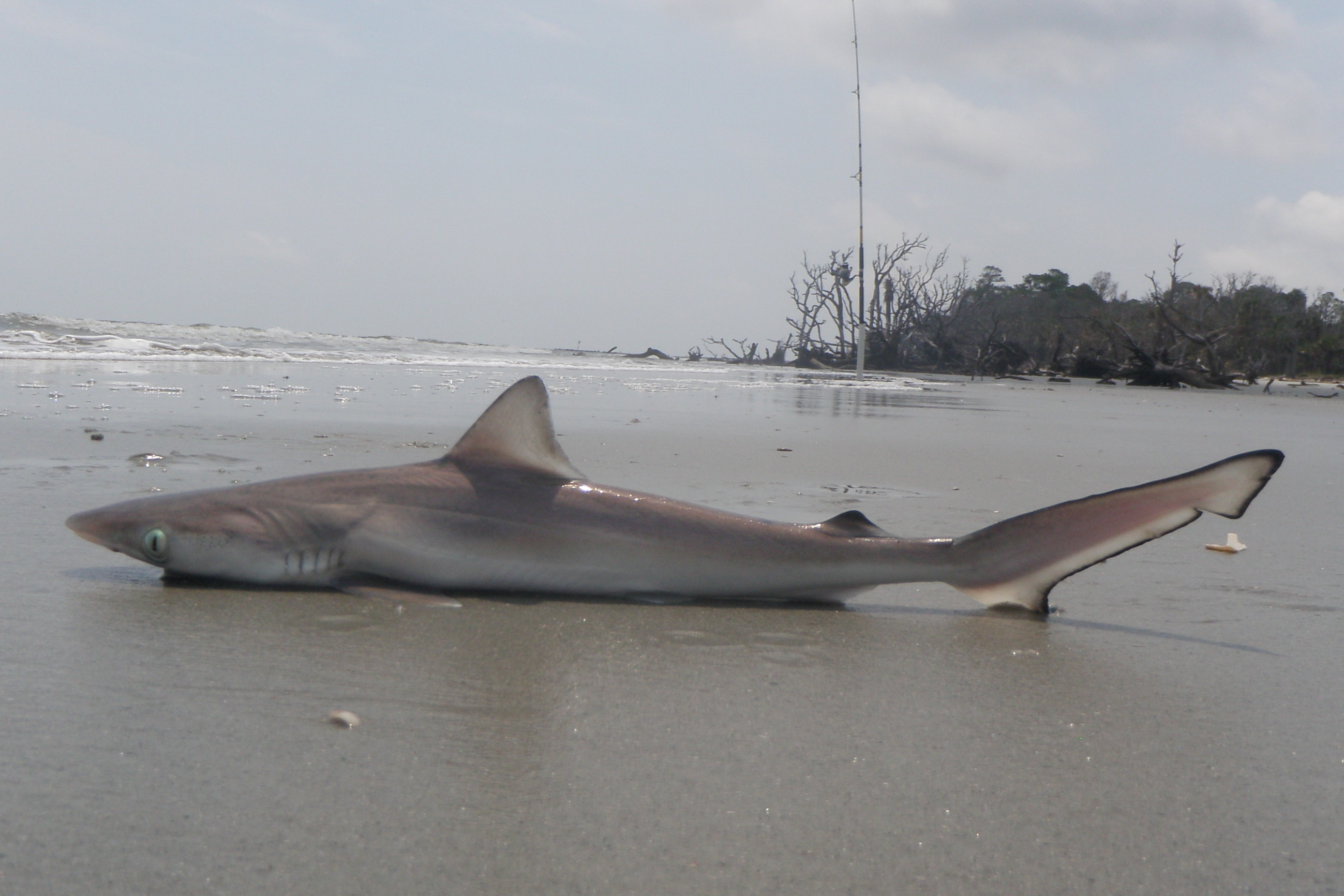
Rhizoprionodon terraenovae выбралась на берег

У американских длиннорылых акул тонкое туловище с длинной заострённой мордой. Большие, круглые глаза с мигательной мембраной. Расстояние от кончика рыла до ноздрей составляет 3,6—4,55 % от общей длины. По углам рта на верхней и нижней челюстях имеются борозды. Длина верхней губной борозды 1,6—2,2 % от общей длины. Под краями нижней челюсти, как правило, имеются 8—18 расширенных пор с каждой стороны. Количество зубных рядов составляет 24—25 на каждой челюсти. У взрослых акул края зубов зазубренные.
Широкие, треугольные грудные плавники начинаются под третьей или четвёртой жаберной щелью. Основание первого спинного плавника начинается над или чуть перед свободными кончиками грудных плавников. Второй спинной плавник существенно меньше первого и начинается над серединой анального плавника. Передний край грудных плавников длиннее первого спинного плавника от начала основания до свободного кончика. Гребень между спинными плавниками отсутствует. Нижняя лопасть хвостового плавника хорошо развита, у кончика верхней лопасти имеется вентральная выемка. Окраска дорсальной поверхности тела ровного серого или серо-коричневого цвета, брюхо белое. Края грудных плавников имеют светлую окантовку, спинные плавники тусклые. У крупных особей по спине и бокам иногда разбросаны светлые пятнышки. 

## Биология
Рацион американских длиннорылых акул состоит из костистых рыб (66 %) и ракообразных (32 %) с некоторой долей моллюсков.
Максимальный зарегистрированный размер 1,10 м, средняя длина 0,7 м. Наибольший зафиксированный вес 7,1 кг. Половая зрелость наступает при длине 85—90 см, что соответствует возрасту 2,8—3,9 лет. Самцы и самки становятся половозрелыми достигнув 80 % от максимального размера. Продолжительность жизни 6—7 лет, по некоторым данным до 10 лет.
На американских длиннорылых акулах паразитируют Myxosporea Ceratomyxa abbreviata, Ceratomyxa attenuata, Ceratomyxa sphairophora, Ceratomyxa taenia, моногенеи Loimos scitulus и Loimos scoliodoni и некоторые виды цестод, в том числе Callitetrarhynchus gracilis, Dasyrhynchus giganteus, Nybelinia jayapaulazariahi, Otobothrium cysticum.

### Размножение и жизненный цикл
Подобно прочим представителям семейства серых акул, американские длиннорылые акулы являются живородящими; развивающиеся эмбрионы получают питание посредством плацентарной связи с матерью, образованной опустевшим желточным мешком. Длина новорожденных 30—35 см. В помёте 1—7 новорождённых, в среднем 4—6. Беременность длится 10—12 месяцев. Количество потомства напрямую связано с размером матери, тогда как размер новорождённых имеет с численностью обратную связь. Самки приносят потомство ежегодно. Соотношение самцов и самок в помёте составляет приблизительно 1:1. Спаривание происходит в середине мая, а роды в основном приходятся на июнь.

## Взаимодействие с человеком

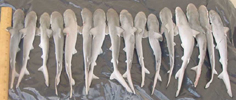
Пойманные молодые Rhizoprionodon terraenovae

В США американские длиннорылые акулы являются объектом промышленного и любительского рыболовства, кроме того, они попадают в сети в качестве прилова. С 1995 по 1999 год в США промышленным способом вылавливали около 61 000 особей этого вида ежегодно. С 1981 по 1998 год рыболовами-любителями в среднем добывалось по 72 000 американских длиннорылых акул ежегодно, минимум составил 18 000 в 1985 году, а максимум 137 000 в 1991 году. Опасности для человека они не представляют. Международный союз охраны природы оценил статус сохранности вида как «Вызывающий наименьшие опасения», поскольку, несмотря на интенсивную добычу, американские длиннорылые акулы имеют короткий цикл воспроизводства и быстро достигают половой зрелости.